# Miguel Ángel Olaviaga
Miguel Ángel Olaviaga (Pascanas, Córdoba, 23 de agosto de 1947) es un político y dirigente sindical argentino perteneciente a la Unión Cívica Radical, fue Diputado Provincial y Senador Provincial. En las elecciones presidenciales de 2015 fue candidato a Vicepresidente de la Nación.

## Biografía
Siendo muy joven, con 12 años de edad, su familia se radicó en Villa María, donde comenzó a trabajar en el Centro de Empleados de Comercio; luego, a los 21 años de edad, pasaría a integrar la Comisión Directiva del gremio. Fue secretario general de dicha organización a nivel local y provincial, y secretario adjunto de la Confederación Nacional.

### Política
Empezó a militar dentro de la Unión Cívica Radical y en 1987 con solo cuatro años del regreso de la democracia es electo diputado provincial cargo que ocupa hasta 1991 y nuevamente sería electo recién en 1999 pero esta vez como senador provincial pero ocuparia ese puesto por dos años ya que para diciembre de 2001 ya no estaría más la cámara de diputados y senadores provinciales, ya que se crearía una unicameral.
En el año 2011, el radicalismo lo elige como su candidato a intendente de Villa María donde salió en tercer lugar. Olaviaga opinó luego de saber los resultados en ese momento que su partido deberá "analizar puertas adentro lo que ha pasado".

#### Candidato a Vicepresidente
Para las Elecciones presidenciales de Argentina de 2015, la diputada nacional del GEN y candidata a presidenta por la coalición Progresistas, Margarita Stolbizer lo elige como su candidato a vicepresidente. Sobre la formula la candidata dijo “con esta fórmula, le damos a nuestra propuesta un sentido bien federal”.“Testimoniamos aquí en Córdoba, nuestro compromiso de integrar a toda la Argentina  y por eso la presencia de mi compañero, cordobés   con un gran recorrido en la lucha por los derechos sociales, va en ese camino”, concluyó.